# Allée couverte du Mougau-Bihan
L'allée couverte du Mougau-Bihan, appelée aussi Ti Lia Ven, est une allée couverte située dans la commune de Commana dans le département du Finistère, en France. 

## Historique
Le monument est mentionné dès 1843 par Jean-Baptiste Ogée. Il aurait été fouillé au milieu du XIXe siècle, mais le résultat de ces fouille est inconnu. La première description qui en fut donnée est due à Jean-Marie Abgrall en 1884. L'allée couverte est classée au titre des monuments historiques par arrêté du 14 juin 1909.

## Description
L'allée couverte est orientée nord-sud et ouvre au nord-nord-est. Elle mesure 14 m de long pour une largeur interne allant de 1 à 1,40 m. Elle est délimitée par dix-huit orthostates (dix côté est et huit côté ouest). Elle se compose d'une chambre (11 m de long) sur 1,50 m de large) et d'une cellule terminale (2,30 m de long) sur 1,40 m de large), toutes deux rectangulaires. L'existence d'un vestibule est suggérée par la présence d'un premier pilier qui déborde au delà de la première dalle de couverture. Le pilier oriental de l'entrée, placé de manière oblique, réduit le passage. La chambre et la cellule terminale sont séparées par une dalle de chevet. L'ensemble est recouvert par cinq dalles de couverture (quatre pour la chambre, une pour la cella). Toutes les dalles sont en granite.

## Sculptures
Plusieurs dalles sont ornées de sculptures en bas-relief. Le pilier de l'entrée placé obliquement comporte côté extérieur deux paires de seins superposées et une « palette ». La dernière dalle de la chambre côté oriental comporte deux autres palettes et la dalle de chevet comporte au centre une sculpture de hache avec un manche recourbé en forme de crosse.

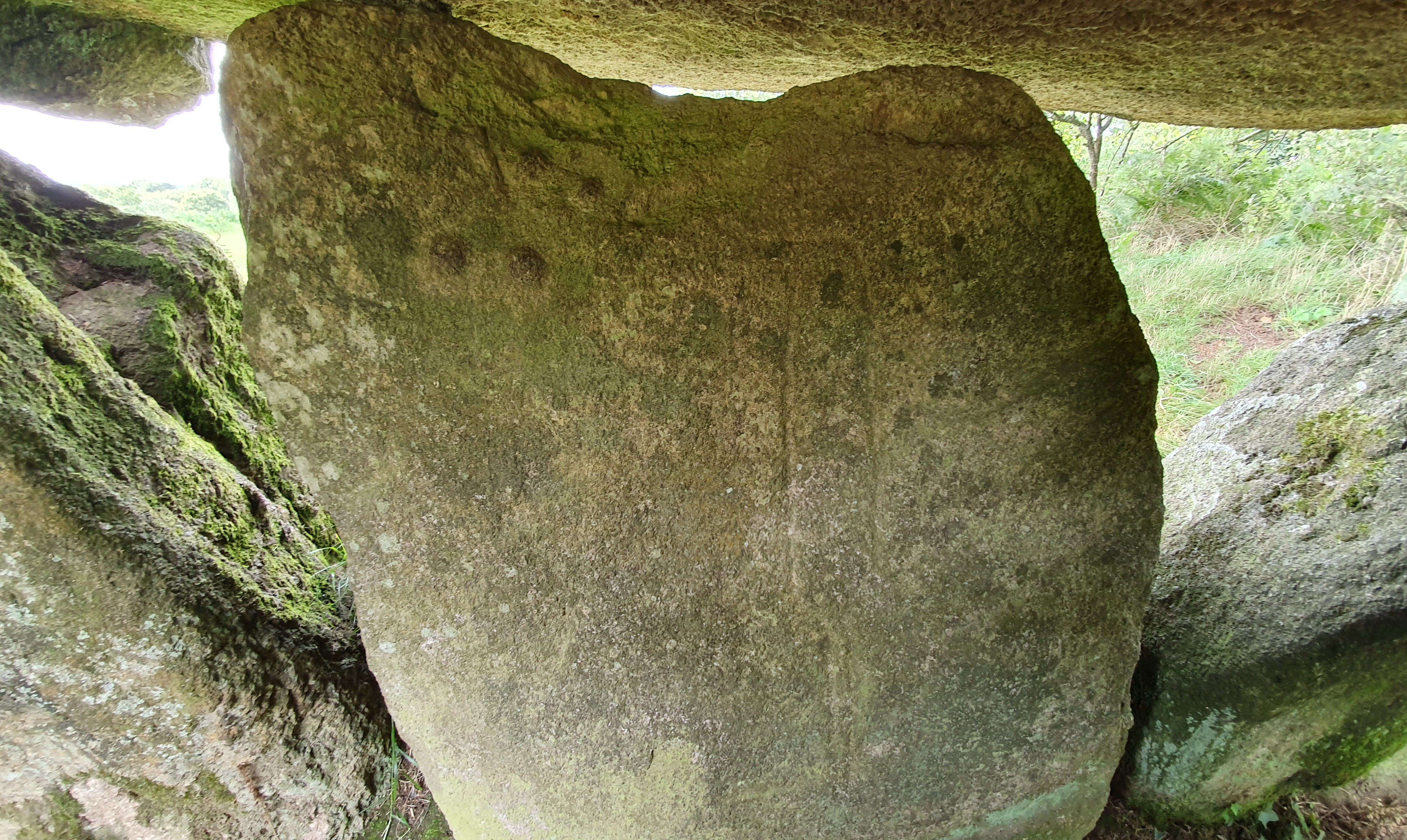
Figuration de la « déesse mère » et de la « palette ».
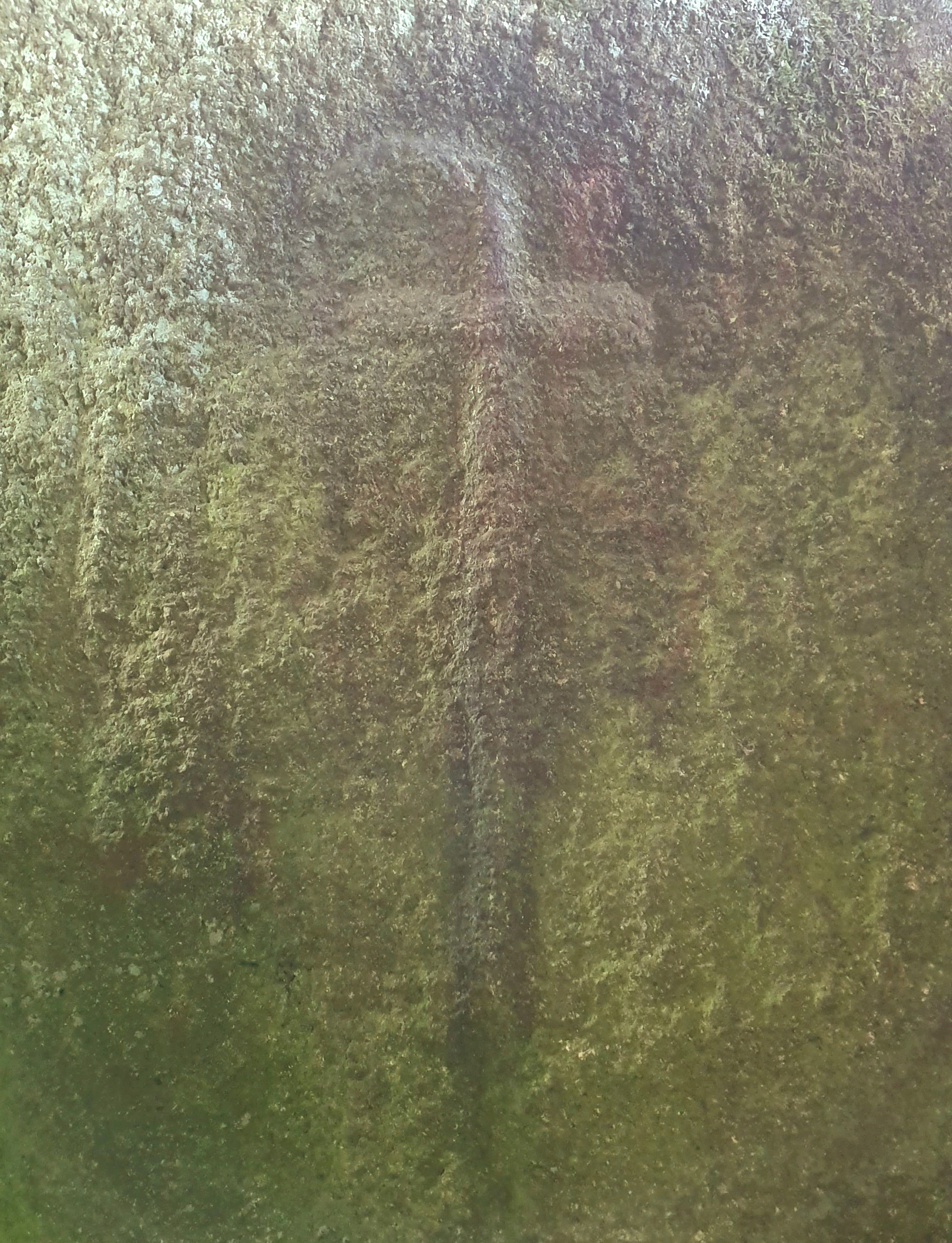
Vue de la hache polie et son manche.

Le monument a été daté, par comparaison, entre 3 000 et 2 500 av. J.-C.